# Kolbastı
Le kolbastı est une danse traditionnelle turque originaire de la région de Trabzon[réf. nécessaire]. Le nom signifie « pris la main dans le sac par la police ». L'histoire veut en effet que la danse ait été inventée par des personnes en état d'ébriété, et certains de ses mouvements peuvent être pris pour des coups, des claques ou des étranglements.